# 작은 도시
《작은 도시》는 1992년 3월 16일 ~ 1992년 5월 5일까지 방영된 SBS 월화 드라마이며 깡패-덜렁대는 회사원 역 전문 연기자였던 김희라가 사기꾼 오상진 역을 맡아 연기 변신을 시도하여 화제가 됐고 KBS 2TV 수목 미니시리즈 《우리는 중산층》출연 후 미국 하와이로 떠난 송옥숙 (장 마담 역)이 귀국 후 해당 작품을 통해 브라운관에 돌아왔다.
한편, 호텔방에서의 정사를 암시하는 장면 - 여체의 선정적인 모습 - 속옷 등의 은밀한 부분을 흥미위주로 구성하여 물의를 빚었다.
아울러, 1990년 MBC 수목드라마 《그 여자》의 악녀 이미지가 굳어져 얄미운 역 전문 연기자가 되기도 한 장서희가 해당 작품에서 얌전한 선생님 조인선 역을 맡아 연기 변신의 기회를 누렸으나 변신에 실패하기도 했는데 대학 입시를 위해 방송활동을 일체 중단했다가 해당 작품을 통해 안방극장에 돌아왔고 그 이후 같은 채널 《금잔화》 등 MBC가 아닌 타 방송사에서 활동하기도 했다.

## 방송 시간
| 방송 채널 | 방송 기간                         | 방송 시간                                          | 방송 분량 |
| --------- | --------------------------------- | -------------------------------------------------- | --------- |
| SBS TV    | 1992년 3월 16일 ~ 1992년 3월 24일 | 매주 월요일 ~ 화요일 오후 8시 55분 ~ 오후 9시 55분 | 60분      |
| SBS TV    | 1992년 3월 30일 ~ 1992년 5월 12일 | 매주 월요일 ~ 화요일 오후 8시 50분 ~ 오후 9시 50분 | 60분      |

## 출연진
- 김희라 : 오상진 역
- 송옥숙 : 장 마담 역
- 홍성민 : 홍명호 역
- 황범식
- 김호영
- 윤철형
- 박원숙
- 이주경
- 채유미
- 장서희 : 조인선 역
- 정동남
- 김주영
- 신원균
- 김영배
- 이영
- 맹호림
- 서학
- 김윤재
- 전병옥
- 이진아
- 이지현
- 오상희
- 이현실
- 안성호
- 엄수진
- 손영춘
- 김대환
- 정수영
- 김은경
- 김희정
- 최용팔
- 송방 (아역)
- 김민정 (아역)
- 김남희 (아역)